# Wer sagt das?!
Wer sagt das?! ist das zweite Studioalbum des deutschen Popschlager-Sängers Ben Zucker, das im Juni 2019 erschien.

## Entstehung und Veröffentlichung
Die Erstveröffentlichung von Wer sagt das?! erfolgte am 7. Juni 2019 bei den Musiklabels Airforce1 und Music for Millions. Das Album erschien in seiner Originalausführung als CD, Download und Streaming mit 13 Titeln (Katalognummer: 06025 7750193). Am 15. Mai 2020 erschien mit der sogenannten „Zugabe!-Edition“ eine Deluxeausführung mit fünf Bonustiteln und dem Bonusalbum Live in Berlin (Katalognummer: 060250865162).
Geschrieben wurden alle Lieder vom Interpreten selbst, zusammen mit verschiedenen Koautoren. Die Produktion aller Lieder erfolgte gemeinsam durch Thorsten Brötzmann und Roman Lüth.

## Titelliste

### Standard-Edition
| Nr. | Titel                          | Autor(en)                                                                                       | Produzent(en)                  | Länge |
| --- | ------------------------------ | ----------------------------------------------------------------------------------------------- | ------------------------------ | ----- |
| 1.  | Wer sagt das?!                 | Thorsten Brötzmann, Roman Lüth, Lukas Hainer, Philipp Klemz, Ben Zucker                         | Thorsten Brötzmann, Roman Lüth | 3:12  |
| 2.  | Wir lieben uns wieder          | Mathias Ramson, Lukas Loules, Philipp Klemz, Ben Zucker, Martin Breitenbach                     | Thorsten Brötzmann, Roman Lüth | 3:00  |
| 3.  | Ja ich will                    | Thorsten Brötzmann, Anja Krabbe, Philipp Klemz, Ben Zucker                                      | Thorsten Brötzmann, Roman Lüth | 3:38  |
| 4.  | Alles wird gut                 | Carolina Bigge, Mathias Ramson, Lukas Hainer, Ben Zucker                                        | Thorsten Brötzmann, Roman Lüth | 3:16  |
| 5.  | Du warst immer dabei           | Thorsten Brötzmann, Roman Lüth, Lukas Hainer, Pille Hillebrand, Philipp Klemz, Ben Zucker       | Thorsten Brötzmann, Roman Lüth | 3:08  |
| 6.  | Mein Berlin                    | Mathias Ramson, Philipp Klemz, Ben Zucker, Martin Breitenbach                                   | Thorsten Brötzmann, Roman Lüth | 3:21  |
| 7.  | Du bist viel mehr              | Lukas Hilbert, Thorsten Brötzmann, Philipp Klemz, Ben Zucker                                    | Thorsten Brötzmann, Roman Lüth | 2:55  |
| 8.  | Du haust mich um               | Roman Lüth, Lukas Hainer, Jen Bender, Philipp Klemz, Ben Zucker                                 | Thorsten Brötzmann, Roman Lüth | 3:01  |
| 9.  | Ich kann                       | André Franke, Joachim Horn-Bernges, Ben Zucker                                                  | Thorsten Brötzmann, Roman Lüth | 3:45  |
| 10. | Ich lass dich geh'n            | Lennart A. Salomon, Robert Redweik, Ben Zucker                                                  | Thorsten Brötzmann, Roman Lüth | 3:19  |
| 11. | Hals über Kopf                 | Thorsten Brötzmann, Antonio Berardi, Peter Jordan, Lukas Hainer, Basti Becks, Ben Zucker        | Thorsten Brötzmann, Roman Lüth | 3:12  |
| 12. | Wären alle so wie du           | Thorsten Brötzmann, Mathias Ramson, Lukas Hainer, Philipp Klemz, Ben Zucker, Martin Breitenbach | Thorsten Brötzmann, Roman Lüth | 3:58  |
| 13. | Ich habe immer an uns geglaubt | Thorsten Brötzmann, Philipp Klemz, Ben Zucker                                                   | Thorsten Brötzmann, Roman Lüth | 2:49  |

### Zugabe!-Edition
| Nr. | Titel                          | Autor(en)                                                                                       | Produzent(en)                  | Länge |
| --- | ------------------------------ | ----------------------------------------------------------------------------------------------- | ------------------------------ | ----- |
| 1.  | Genau jetzt                    | Thorsten Brötzmann, Roman Lüth, Lukas Hainer, Philipp Klemz, Ben Zucker                         | Thorsten Brötzmann, Roman Lüth | 3:25  |
| 2.  | Herz ohne Narben               | Thorsten Brötzmann, Anja Krabbe, Philipp Klemz, Ben Zucker                                      | Thorsten Brötzmann, Roman Lüth | 3:11  |
| 3.  | Ich will dich jetzt            | Thorsten Brötzmann, Anja Krabbe, Philipp Klemz, Ben Zucker                                      | Thorsten Brötzmann, Roman Lüth | 3:16  |
| 4.  | Wo ist die Liebe hin?          | Mathias Ramson, Philipp Klemz, Ben Zucker                                                       | Thorsten Brötzmann, Roman Lüth | 3:45  |
| 5.  | Sommer der nie geht            | Joachim Horn, David Robinson, Ben Zucker                                                        | Thorsten Brötzmann, Roman Lüth | 3:35  |
| 6.  | Wer sagt das?!                 | Thorsten Brötzmann, Roman Lüth, Lukas Hainer, Philipp Klemz, Ben Zucker                         | Thorsten Brötzmann, Roman Lüth | 3:12  |
| 7.  | Wir lieben uns wieder          | Mathias Ramson, Lukas Loules, Philipp Klemz, Ben Zucker, Martin Breitenbach                     | Thorsten Brötzmann             | 3:00  |
| 8.  | Ja ich will                    | Thorsten Brötzmann, Anja Krabbe, Philipp Klemz, Ben Zucker                                      | Thorsten Brötzmann, Roman Lüth | 3:38  |
| 9.  | Alles wird gut                 | Carolina Bigge, Mathias Ramson, Lukas Hainer, Ben Zucker                                        | Thorsten Brötzmann, Roman Lüth | 3:16  |
| 10. | Du warst immer dabei           | Thorsten Brötzmann, Roman Lüth, Lukas Hainer, Pille Hillebrand, Philipp Klemz, Ben Zucker       | Thorsten Brötzmann, Roman Lüth | 3:08  |
| 11. | Mein Berlin                    | Mathias Ramson, Philipp Klemz, Ben Zucker, Martin Breitenbach                                   | Thorsten Brötzmann, Roman Lüth | 3:21  |
| 12. | Du bist viel mehr              | Lukas Hilbert, Thorsten Brötzmann, Philipp Klemz, Ben Zucker                                    | Thorsten Brötzmann, Roman Lüth | 2:55  |
| 13. | Du haust mich um               | Roman Lüth, Lukas Hainer, Jen Bender, Philipp Klemz, Ben Zucker                                 | Thorsten Brötzmann, Roman Lüth | 3:01  |
| 14. | Ich kann                       | André Franke, Joachim Horn-Bernges, Ben Zucker                                                  | Thorsten Brötzmann, Roman Lüth | 3:45  |
| 15. | Ich lass dich geh'n            | Lennart A. Salomon, Robert Redweik, Ben Zucker                                                  | Thorsten Brötzmann, Roman Lüth | 3:19  |
| 16. | Hals über Kopf                 | Thorsten Brötzmann, Antonio Berardi, Peter Jordan, Lukas Hainer, Basti Becks, Ben Zucker        | Thorsten Brötzmann, Roman Lüth | 3:12  |
| 17. | Wären alle so wie du           | Thorsten Brötzmann, Mathias Ramson, Lukas Hainer, Philipp Klemz, Ben Zucker, Martin Breitenbach | Thorsten Brötzmann, Roman Lüth | 3:58  |
| 18. | Ich habe immer an uns geglaubt | Thorsten Brötzmann, Philipp Klemz, Ben Zucker                                                   | Thorsten Brötzmann, Roman Lüth | 2:49  |

## Singleauskopplungen
- Wer sagt das?! (Erstveröffentlichung: 15. März 2019)
- Mein Berlin (Erstveröffentlichung: 25. Oktober 2019)
- Genau jetzt (Erstveröffentlichung: 13. März 2020)
- Sommer der nie geht (Erstveröffentlichung: 8. Mai 2020)

## Rezensionen
Toni Hennig, Musikkritiker von laut.de, schrieb zusammenfassend zu den Titeln des Albums: „[…] Neben mehr als einer Handvoll Stücke, die sowohl in den landesweiten Arenen als auch bei Florian Silbereisen funktionieren, hat das Album auch ein paar Balladen, versehen mit Piano- und Streicher-Arrangements, und Electro-Anklänge zu bieten.“

## Kommerzieller Erfolg

### Chartplatzierungen
Wer sagt das?! avancierte zum Nummer-eins-Album in den deutschen Albumcharts, dem ersten von Zucker. Nach seinem Debütalbum Na und?! platzierte sich zum zweiten Mal ein Album gleichzeitig in den Albumcharts aller D-A-CH-Länder.
Darüber hinaus erreichte das Album in Deutschland ebenfalls nach Na und?! zum zweiten Mal die Chartspitze der wöchentlichen Schlagercharts sowie erstmals die Chartspitze der monatlichen Schlagercharts.
| ChartsChartplatzierungen | Höchstplatzierung | Wochen |
| ------------------------ | ----------------- | ------ |
| Deutschland (GfK)        | 1 (61 Wo.)        | 61     |
| Österreich (Ö3)          | 5 (15 Wo.)        | 15     |
| Schweiz (IFPI)           | 8 (24 Wo.)        | 24     |

| ChartsJahrescharts (2019) | Platzierung |
| ------------------------- | ----------- |
| Deutschland (GfK)         | 35          |

| ChartsJahrescharts (2020) | Platzierung |
| ------------------------- | ----------- |
| Deutschland (GfK)         | 35          |

### Auszeichnungen für Musikverkäufe
| Land/Region        | Auszeichnungen für Musikverkäufe (Land/Region, Auszeichnung, Verkäufe) | Verkäufe |
| ------------------ | ---------------------------------------------------------------------- | -------- |
| Deutschland (BVMI) | Platin                                                                 | 200.000  |
| Insgesamt          | 1× Platin ·                                                            | 200.000  |